# Дивинська волость
Дивинська волость — історична адміністративно-територіальна одиниця Кобринського повіту Гродненської губернії Російської імперії. Волосний центр — містечко Дивин.
Станом на 1885 рік складалася з 3 поселень, 4 сільських громад. Населення — 2549 осіб (1324 чоловічої статі та 1225 — жіночої), 570 дворових господарств.
|                     | Площа, десятин | У тому числі орної, дес. |
| ------------------- | -------------- | ------------------------ |
| Сільських громад    | 4836           | 2285                     |
| Приватної власності | 12360          | 857                      |
| Казенної власності  | 353            | 10                       |
| Іншої власності     | 512            | 89                       |
| Загалом             | 18061          | 3241                     |

Основні поселення волості:
- Дивин — колишнє власницьке містечко за 32 версти від повітового міста, 1644 особи, 159 дворів, 3 православні церкви, синагога, школа, 5 лавок, постоялий двір, 2 постоялих будинки, 3 ярмарки. За версту — садиба Дивин з вітряним млином.

## У складі Польщі
Після анексії Полісся Польщею волость отримала назву ґміна Дивин.
Розпорядженням Міністра внутрішніх справ Польщі 23 березня 1928 р. передано з ліквідованої сільської ґміни Блоти ряд населених пунктів — сіл: Хобовичі й Руховичі, селищ: Ямищі та Ямищі Великі Ліс і колонії: Миколаїв.

## У складі СРСР
Попри переважно українське населення територія включена до БРСР. 15 січня 1940 р. ґміна ліквідована через утворення Дивинського району.